# نوک‌تخت زیتونی غربی
نوک‌تخت زیتونی غربی (نام علمی: Rhynchocyclus aequinoctialis) گونه‌ای از پرندگان تیرهٔ ژیان‌مرغان است.
در بولیوی، برزیل، کلمبیا، اکوادور، پاناما، پرو و ونزوئلا یافت می‌شود. زیستگاه طبیعی آن جنگل‌های جلگه‌ای نمناک نیمه‌گرمسیری یا گرمسیری و باتلاق‌های نیمه‌گرمسیری یا گرمسیری است.